# ليليان هارمر
ليليان هارمر (بالإنجليزية: Lillian Harmer) هي ممثلة أمريكية، ولدت في 8 سبتمبر 1883 في فيلادلفيا في الولايات المتحدة، وتوفيت في 14 مايو 1946 في لوس أنجلوس في الولايات المتحدة بسبب مرض.

## وصلات خارجية
- ليليان هارمر على موقع IMDb (الإنجليزية)
- ليليان هارمر على موقع ألو سيني (الفرنسية)
- ليليان هارمر على موقع أول موفي (الإنجليزية)
- ليليان هارمر على موقع قاعدة بيانات الأفلام السويدية (السويدية)
- ليليان هارمر على موقع قاعدة بيانات الفيلم (الإنجليزية)
- ليليان هارمر على موقع كينوبويسك (الروسية)